# Efes Pilsener
Efes Pilsener è una birra turca.
La produzione iniziò nella regione omonima nei pressi della città di Smirne.
Il gusto in generale è pieno e non tende a sbavature amare, tipiche di alcune birre, in particolare fra quelle più commerciali.
Al giorno d'oggi vengono prodotti cinque tipi di birra Efes: 
- Efes ice;
- Efes light;
- Efes pilsener (5°)[1];
- Efes dark (6,1°);
- Efes extra (7,5°).

L'ammiraglia del marchio del Efes Beverage Group ha vinto numerose medaglie, assegnate da prestigiosi istituti internazionali. Durante gli ultimi anni, la birra Efes Pilsen è stata premiata molte volte da Monde Selection con un premio di qualità d'Oro, di Bronzo o d'Argento come conferma di una qualità costante della birra.
Efes è attualmente lo sponsor della squadra di pallacanestro turca Anadolu Efes Spor Kulübü.